# Grisù il draghetto
Grisù il draghetto è una serie televisiva d'animazione italiana trasmessa per la prima volta nel 1975, basata sul personaggio del draghetto Grisù ideato dai fratelli Nino e Toni Pagot nel 1964 per il Carosello.

## Produzione e distribuzione
La serie televisiva è composta da 52 episodi e venne trasmessa per la prima volta nel 1975.

## Trama
Il protagonista è un giovane draghetto di nome Grisù (dall'omonimo gas combustibile) che, malgrado sia l'ultimogenito di una grande stirpe di draghi avvampatori, i Draconis, sogna di diventare pompiere. Il draghetto vive con il padre Fumè Draconis in Scozia, precisamente nella Valle Del Drago, meta turistica di cui Fumè è la principale attrazione. Ma Grisù è di tutta altra pasta: invece di vulcani in eruzione e incendi distruttori, Grisù sogna le rosse autopompe dei pompieri nelle quali, malgrado le continue raccomandazioni del suo benefattore Sir Cedric McDragon, e di sua moglie Lady Rowena McDragon, non riesce ad entrare. Grisù comunque si dà da fare e svolge molti altri lavori tra i quali agente segreto, fuochista, regista, domestico, fantino, ingegnere nucleare e navale, e anche molti altri. Grisù odia il suo fuoco: pensa che sia un elemento inutile e dannoso, non vedendo i lati positivi di questo suo dono (il fuoco è energia), forse perché quando si emoziona incenerisce tutto.
Spesso, quando si reca per far visita a Sir Cedric, incontra Torvo, un tordo scozzese che abita vicino al nobile, il quale malgrado cerchi ogni volta di sfuggire al draghetto viene immancabilmente colpito da una fiammata. Inoltre Grisù fa spesso visita ai suoi parenti: al nonno Zampirone Draconis, agli zii Fumicerio, Piromanzio e Falò Draconis, alla zia Favilla Draconis ed a Loch Nessie.
Nell'ultima parte della serie Grisù viene spesso inviato da Sir Cedric a svolgere missioni di tipo umanitario presso paesi sottosviluppati come Cavernizia, Gommuria, Rupe Foschia ecc. Grisù svolge il compito con grande dedizione. Ma proprio quando viene ringraziato per l'ottimo lavoro svolto, il piccolo Draghetto si commuove e sprigiona una potente fiammata che, solo ai suoi occhi, distrugge ogni sua fatica. In verità le sue fiammate hanno quasi sempre un esito positivo migliorando lo stile di vita degli abitanti del paese che Grisù ha aiutato.
A un certo punto della serie Grisù assieme al padre fa una scoperta eccezionale: la stirpe di draghi non è nata sulla terra, bensì sul pianeta Dracone. L'arrivo delle creature sulla terra avvenne circa 2.000.000 di anni fa quando una squadra di astronauti draconiani scesero sulla Terra dove l'ossigeno li fece diventare da blu a verdi e generò il fuoco nei loro polmoni. In seguito a questa scoperta i due draghi si recano su Dracone dove scoprono che un'idra avvampatrice a tre teste di nome Flamagor terrorizza i poveri Draconiani. I due sconfiggono con facilità l'idra ed in seguito verranno seguiti sulla Terra da Krazy, draghetta figlia di Brogan, Re e Padre di tutti i draghi, e amichetta di Grisù.

## Personaggi

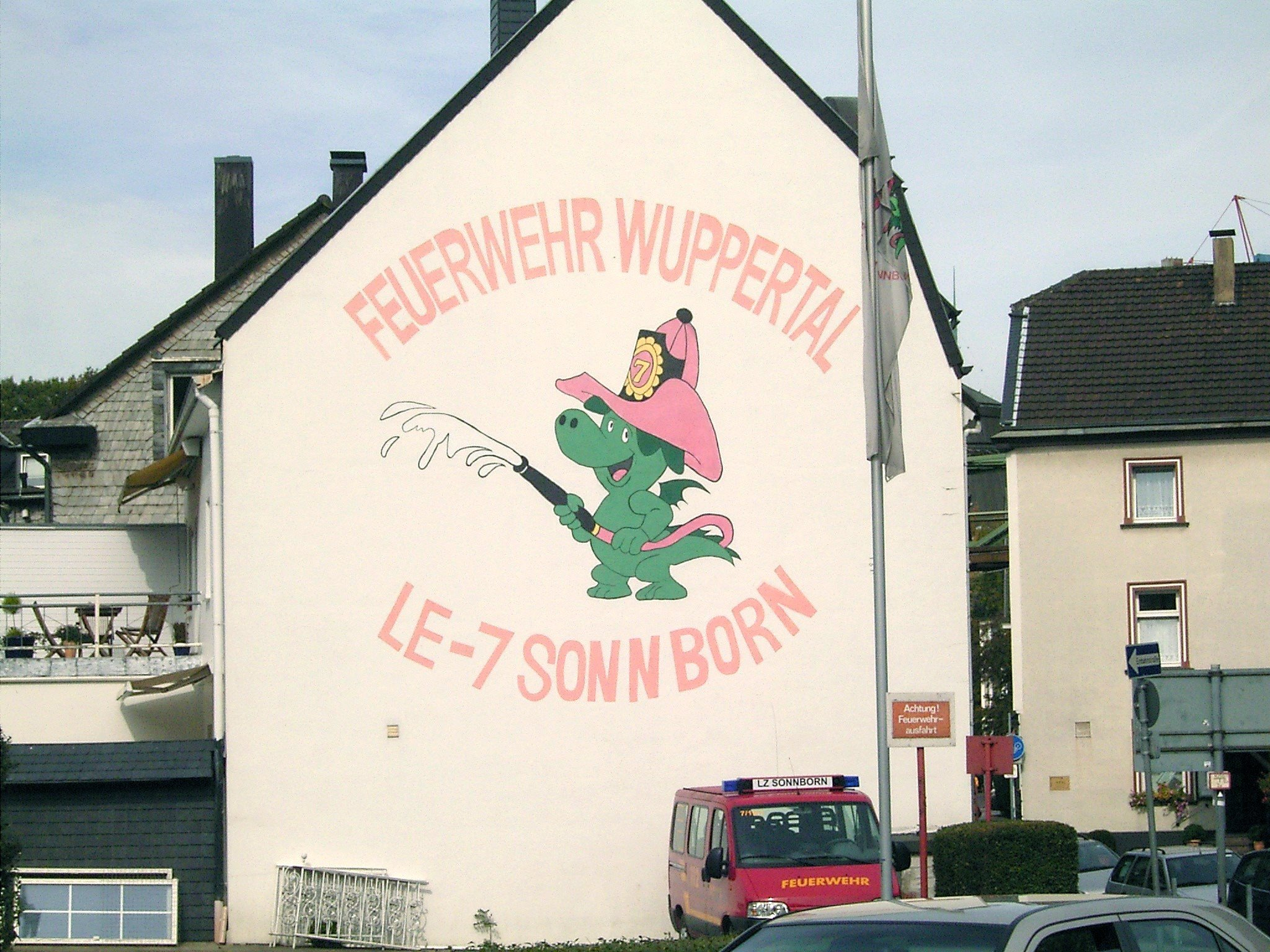
Un murale di Grisù su una sede dei pompieri nei pressi di Wuppertal, in Germania

- Grisù Draconis: draghetto sofisticato, ritiene di essere un "draghetto progressista" e sogna di diventare pompiere. Egli ha svolto diversi lavori tra cui: postino, archeologo, astronauta, scienziato, coltivatore, spia, ferroviere, capitano navale, marinaio, fuochista, regista teatrale, guardia forestale, ma mai pompiere. Grisù non sopporta i modi bruschi del padre avvampatore. È doppiato da Paolo Torrisi.
- Fumè Draconis: è un drago avvampatore di vecchia data, ama avvampare tutto e non sopporta l'aspirazione di pompiere del figlio. Ama il caldo, il fuoco ed odia l'acqua che è tremenda per i suoi reumatismi. Gli piace bagnarsi nel lago di pece bollente, ama la lava e tutto ciò che è caldo o bollente. Ama la letteratura italiana di Dante e la musica, soprattutto la romanza Di quella pira dal Trovatore di Verdi. Non mancano accenni ad altre celebri arie: Esultate! dall'Otello, Di Provenza il mare, il suol dalla Traviata, O sole mio!. È molto ingenuo e brusco, e quasi egoista e testardo, ma in realtà è gentile e comprensivo. In un "flashback"[2] si scopre che anche lui, quand'era un giovane draghetto medievale, aspirava a diventare un pompiere ma finì per recedere quando i cavalieri si lamentarono che sarebbero finiti disoccupati. In tale occasione, il giovane Fumè fu anche accusato di essere un sovversivo. È doppiato da Leonardo Severini (episodi 1-10) e Germano Longo (dall'episodio 11).
- Krazy: draghetta aliena. Proviene dal pianeta Dracone. A differenza dei suoi due ospiti non sputa fiamme dalla bocca. Krazy è piccola e non riesce a parlare, ma si esprime attraverso dei suoni di vario tipo.
- Sir Cedric McDragon: È il proprietario dell'antro dove vivono Grisù e Fumè. Trova spesso raccomandazioni per far fare a Grisù i mestieri più disparati ma non per il corpo dei pompieri della contea. Riesce a incastrare Grisù e Fumè in diverse missioni di beneficenza che i draghi svolgono, talvolta, malvolentieri. Sir Cedric, di stirpe nobile, è molto famoso e piuttosto ricco, anche se in un episodio Grisù brucia per sbaglio 10 000 sterline[3] dell'eredità dei McDragon. È doppiato da Gino Pagnani.
- Lady Rowena McDragon: Grassottella e benintenzionata dama dell'aristocrazia scozzese, moglie di sir Cedric. È doppiata da Isa Di Marzio.
- Stufy: Cane di sir Cedric. Questo cane dotato di parrucca sullo stile di quelle dei giudici inglesi e molto loquace all'occasione dà consigli al giovane Grisù. Il suo ruolo, in questi casi, sta tra il guardiano e il maggiordomo.

## Episodi
1. Chi va là!
2. Grisù e l'edicola (Cave canem)
3. Grisù e il carroarmato (Speranze in fumo)
4. La vita è un'eco
5. Flutti e fiamme (Guardiamarina)
6. Rotaie
7. Sulphur (Grisù cosmonauta)
8. Servizio segreto
9. Papà per favore!!
10. Grisù domestico
11. Ingegnere navale
12. Ascoltami zuccone (Agricoltore)
13. La grande rinuncia
14. Ci riprovo!
15. Allarme ufo
16. Pianeta Dracone
17. Grande siccità
18. Nafteni
19. Circo
20. Relitto
21. Regista
22. Guardaboschi
23. Caccia alla balena
24. Lo zio Falò
25. Viaggio a Parigi
26. Lancia termica
27. Zio fumicerio
28. Oriente
29. Onda nera
30. Cavernizia
31. Capo bufera
32. Zio piromanzio
33. Mandragone
34. Rupefuschia
35. Fiera
36. Fulgaria
37. Narcosia
38. Tifone
39. Dogana
40. Gommuria
41. Scudo termico
42. Palustria
43. Acqua avvelenata
44. Pompieri in pericolo
45. Caledonia
46. Centrale nucleare
47. Sceicco
48. Giungla
49. Gloriosa impresa
50. Polo Nord
51. Grande diga
52. Risveglio del vulcano